# Johanitská komenda (Malá Strana)
Johanitská komenda při kostele Panny Marie pod řetězem na Malé Straně v Praze je nejstarším českým konventem řádu maltézských rytířů a sídlo jeho velkopřevorství.

## Středověký komplex

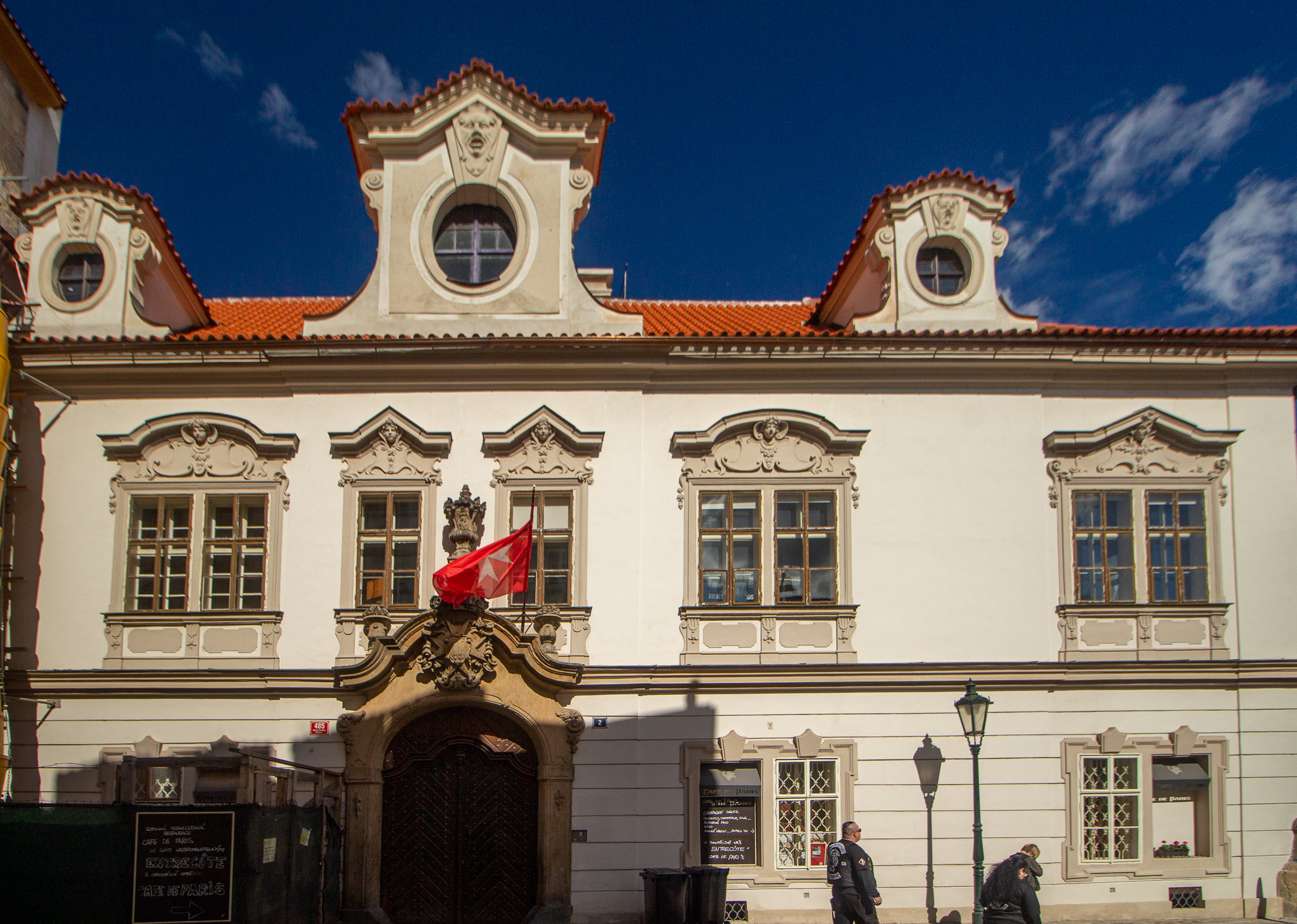
Johanitská komenda, palác velkopřevorství v Lázeňské ulici

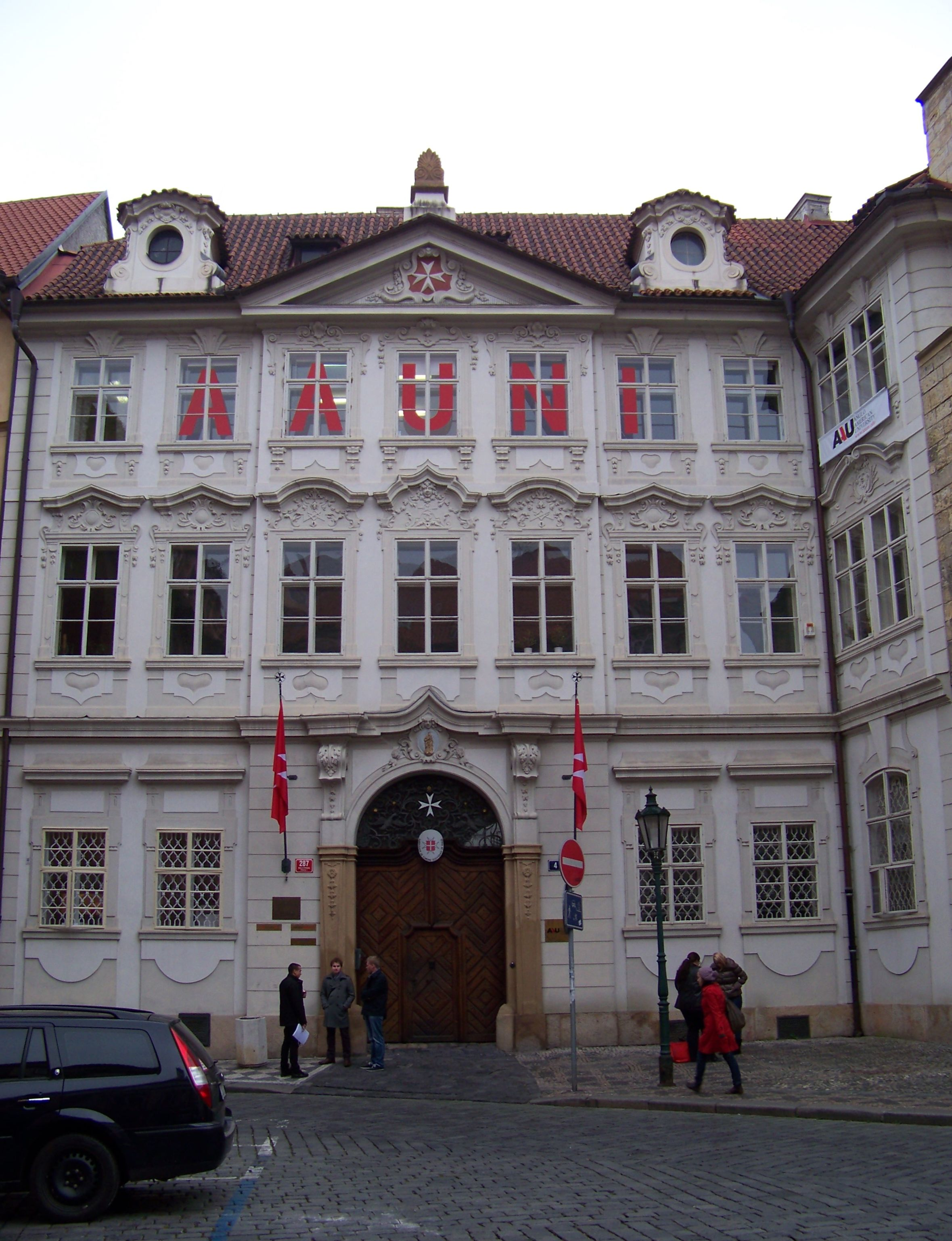
Budova konventu s převorstvím (vlevo od kostela)

Komenda byla založena mezi lety 1158–1169 českým králem Vladislavem I., který mu věnoval pozemky, na podnět vyšehradských proboštů kancléře Gervasia a jeho vnuka Martina, kteří financovali stavbu kostela. Rozsáhlý pozemek zaujímal prostor mezi dnešní Čertovkou na východě, Velkopřevorským náměstím na jihu, středu Prokopské ulice na západě a parcelou Kounického paláce a ulicí Saskou na severu. Celý areál měl podobu pevnosti (románského hradu) obehnané valem a hradbami s věžemi a společně s protějším biskupským dvorem také pevnostního charakteru strážily přístup k tehdy postavenému Juditinu mostu. Přízvisko kostela upomíná na řetěz, kterým byl uzavírán přístup na most nebo do johanitského areálu. 
V první fázi byla zbudována (před 1182) trojlodní románská bazilika Panny Marie s transeptem (v místech dnešního nádvoří a kostela), špitál a jižně od baziliky konvent. Postupně byla vybudována farní škola, lázeň, hospodářské budovy s pivovarem, domy poddaných, zahrada, kostel sv. Prokopa a dvorec. V první polovině 14. století, snad z prostředků získaných po zrušeném řádu templářů, byla započata stavba nového velkolepého gotického kostela. Stavba však postupovala velmi pomalu a dokončen byl jen presbytář, který byl jedním z míst, kde bylo roku 1378 vystaveno tělo zemřelého císaře Karla IV.

## Popis
Centrální stavbou komendy je kostel Panny Marie pod řetězem, který vznikl renesanční přestavbou gotického presbytáře plánovaného většího kostela. Před kostelem je nádvoří na místě lodi románské baziliky, jejíž pozůstatky jsou patrny na jižní zdi nádvoří. Směrem do ulice nádvoří uzavírá dvojice nedokončených monumentálních gotických věží s portikem, s doplňky z renesance a 19. století.
Vedle nádvoří na rohu Velkopřevorského náměstí stojí Velkopřevorský palác. Sídlo velkopřevorství je postaveno na půdorysu zřejmě původního konventu, jehož románské zdivo se uvnitř paláce ve značné míře dochovalo. Na opačné straně kostela stojí barokní novostavba převorství, konventu a alumnátu (semináře). K budovám přiléhají na východní straně zahrady.
V okolí se nacházejí pozůstatky původně podstatně rozlehlejšího areálu. Patří k nim například sousoší Jana Křtitele na Maltézském náměstí, románská okna v nádvoří domu V Lázních (Lázeňská ulice 6) nebo pozůstatek románského maltézského kostela sv. Prokopa ve sklepě zrušeného barokního kostela stejného zasvěcení (Prokopská ulice 3).